# Contracrash
Contracrash ist eine Metal-Band aus Süddeutschland.

## Geschichte
Die Band Contracrash wurde 2004 in Balingen (Deutschland) gegründet und verbrachte ihre ersten Jahre damit Demos einzuspielen und durch Europa zu touren. Im September 2009 veröffentlichten sie ihr Debüt-Album Goddamn Planet, welches für einiges Aufsehen in der Szene sorgte und vom Deutschen Rock- und Popverband als „Bestes Hard & Heavy Album“ des Jahres 2009 ausgezeichnet wurde.
Mitte 2012 meldeten sich Contracrash mit neuer Besetzung zurück und gaben bekannt, an einem neuen Album zu arbeiten. Am 23. November 2013 belegten Contracrash beim Deutschen Rock- und Poppreis den ersten Platz in der Kategorie „Hard Rock“.
Das Konzeptalbum Thy Kingdom Come erschien 2015 über Rockwerk Records und erzählt eine Endzeit-Geschichte, die durch das Gemälde Pandemonium von John Martin inspiriert wurde. Der Künstler Eliran Kantor, welcher bereits einen hohen Bekanntheitsgrad durch die Gestaltung der Artworks von Bands wie Testament, Iced Earth, Sodom und Hatebreed erreicht hat, hat das Artwork des Albums übernommen. Das Album bekam durchweg positive Bewertungen.

## Stil
Contracrash spielen eine Mischung aus modernem Metal und traditioneller Rockmusik, die durch Elemente der Orchestermusik erweitert wird. Contracrash bezeichnen sich selbst als „Modern-Metal-Band“.

## Diskografie

### Alben
- 2009: Goddamn Planet (Fastball Music / Sony Music)
- 2015: Thy Kingdom Come (Rockwerk Records)

### Singles und EPs
- 2005: It's Better to Burn Out (Selbstveröffentlichung)
- 2005: Hellfire Bitch (Chaos)
- 2012: Apocalypse Rising (Rockwerk Records)

## Auszeichnungen
- 2009: Deutscher Rock & Pop Preis: 1. Preis in der Kategorie „Bestes Hard’n’Heavy Album“ (Goddamn Planet)
- 2013: Deutscher Rock & Pop Preis: „Deutscher Hard Rock Preis 2013“
- 2014: Deutscher Rock & Pop Preis: 1. Preis in der Kategorie „Bestes Metal Album“ (Thy Kingdom Come)